# V Live

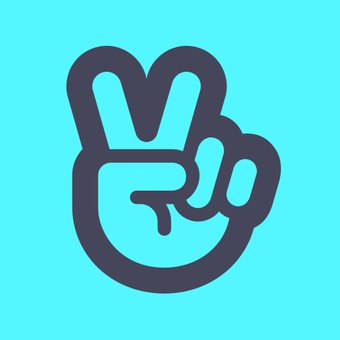

V Live ist ein Live-Streaming-Dienst des südkoreanischen Internetkonzerns Naver. Der Dienst wird als Android- und iOS-App sowie als Website bereitgestellt. In erster Linie senden K-Pop-Stars über den Service Live-Videos und interagieren so mit ihren Fans. Der Dienst startete im August 2015.
Bereits zuvor gab es in Südkorea diverse Portale, mit denen koreanische Pop-Idole mit ihren Fans in Kontakt traten. Allerdings waren die Dienste häufig eng auf Südkorea oder Ostasien beschränkt. Durch den Streaming-Service V Live möchte Naver die K-Pop-Stars auch internationalen Fans näher bringen. Zuschauer haben die Möglichkeit, Videos direkt zu liken und in Echtzeit zu kommentieren, während die Stars diese direkt lesen und reagieren können.
V Live bietet über 700 Kanäle für unterschiedliche K-Pop-Stars, wie BTS, Exo, Got7, Big Bang, Blackpink, Twice und Seventeen sowie für einige Schauspielerinnen und Schauspieler wie Park Bo-young und Lee Jong-suk. V Live sendet Live Chats mit Fans, Auftritte, Realityshows und Preisverleihungen. Die Stars senden häufig nach Lust und Laune, auch beim Essen (Mok-Bang) oder Autonomous-Sensory-Meridian-Response-Videos.